# Franz Zeilinger
Franz Zeilinger CSsR (* 16. September 1934 in Eggenburg; † 15. Februar 2021 ebenda) war ein österreichischer Ordensgeistlicher und römisch-katholischer Theologe.

## Leben
Franz Zeilinger trat 1952 der Ordensgemeinschaft der Congregatio Sanctissimi Redemptoris bei. 1953 legte er seine Profess ab. Nach seiner Matura am Gymnasium in Katzelsdorf studierte er von 1955 bis 1961 an der Philosophisch-Theologischen Hochschule Mautern in der Steiermark. Am 17. Juli 1960 empfing er die Priesterweihe. Von 1962 bis 1965 studierte er Bibelwissenschaften am Päpstlichen Bibelinstitut in Rom und an der École Biblique et Archéologique Française in Jerusalem. 1963 wurde er an der Karl-Franzens-Universität Graz bei Claus Schedl CSsR zum Dr. theol. promoviert. Von 1965 bis 1972 dozierte er an der Philosophisch-Theologischen Hochschule Mautern, parallel war er in dieser Zeit auch Assistent am Institut für Biblische Theologie der Karl-Franzens-Universität Graz. 1972 habilitierte er sich für Neutestamentliche Exegese und Bibeltheologie an der Katholisch-Theologischen Fakultät der Karl-Franzens-Universität Graz.
1973 wurde er außerordentlicher Universitätsprofessor und Abteilungsleiter für „Neutestamentliche Biblische Theologie“ am Lehrstuhl für Biblische Theologie, die 1978 zum „Institut für Religionswissenschaft“ umbenannt wurde. Seit dem 23. Oktober 1981 war er Nachfolger Franz Zehrers als ordentlicher Universitätsprofessor für Neutestamentliche Bibelwissenschaft an der Grazer Katholisch-Theologischen Fakultät und Vorstand des Instituts für Neutestamentliche Bibelwissenschaft. Von 1987 bis 1989 war er Dekan der Katholisch-Theologischen Fakultät in Graz. Von 1991 bis 1993 war er Rektor der Karl-Franzens-Universität Graz. Von 1999 bis 2001 war er Studiendekan der Katholisch-Theologischen Fakultät in Graz. 2002 wurde er emeritiert.
Zeilinger war von 2006 bis 2016 Mitglied des Leitungsgremiums für die Revision der Einheitsübersetzung der Heiligen Schrift.
Im Oktober 2010 zog Zeilinger von Graz in seine Heimatstadt Eggenburg und wirkte hier als Seelsorger an der Klosterkirche, in den Pfarren Eggenburg und Burgschleinitz sowie im Landespflegeheim mit.
Er wurde in Eggenburg bestattet.

## Ehrungen und Auszeichnungen
- Großes Goldenes Ehrenzeichen für die Verdienste um die Republik Österreich
- Großes Goldenes Ehrenzeichen des Landes Steiermark (2000)
- Österreichische Ehrenkreuz für Wissenschaft und Kunst I. Klasse (2002)

## Schriften (Auswahl)
- Der Erstgeborene der Schöpfung. Untersuchungen zur Formalstruktur und Theologie des Kolosserbriefes. Herder, Wien 1974, ISBN 3-210-24472-3 (zugleich Habilitationsschrift, Graz 1972).
- Zum Lobpreis seiner Herrlichkeit. Exegetische Erschließung der neutestamentlichen Cantica im Stundenbuch. Herder, Wien/Freiburg/Basel 1988, ISBN 3-210-24894-X.
- „Der Geist hilft unserer Schwachheit auf“ (Röm 8,26). Inaugurationsrede, gehalten an der Karl-Franzens-Universität Graz am 30. Oktober 1991. Inauguration des Rektors Dr. theol. et lic. rer. bibl. Franz Zeilinger am 30. Oktober 1991 in der Aula der Karl-Franzens-Universität Graz. Kienreich, Graz 1992, OCLC 632066982.
- Krieg und Frieden in Korinth. Kommentar zum 2. Korintherbrief des Apostels Paulus. Teil 1. Der Kampfbrief, der Versöhnungsbrief, der Bettelbrief. Böhlau, Wien/Köln/Weimar 1992, ISBN 3-205-05535-7.
- Krieg und Frieden in Korinth. Kommentar zum 2. Korintherbrief des Apostels Paulus. Teil 2. Die Apologie. Böhlau, Wien/Köln/Weimar 1997, ISBN 3-205-98746-2.
- Zwischen Himmel und Erde. Ein Kommentar zur „Bergpredigt“ Matthäus 5–7. Kohlhammer, Stuttgart 2002, ISBN 3-17-017268-9.
- Der biblische Auferstehungsglaube. Religionsgeschichtliche Entstehung – heilsgeschichtliche Entfaltung. Kohlhammer, Stuttgart 2008, ISBN 978-3-17-020170-5.
- Die sieben Zeichenhandlungen Jesu im Johannesevangelium. Kohlhammer, Stuttgart 2011, ISBN 978-3-17-021816-1.